# فرنسيس بيفر
فرنسيس بيفر هو سياسي أسترالي، ولد في 19 يونيو 1824، وتوفي في 7 أكتوبر 1887 في Brighton, Victoria ‏ في أستراليا. انتخب عضو المجلس التشريعي الفيكتوري ‏ وانتخب عضو الجمعية التشريعية  في فيكتوريا ‏.